# Irene Uwoya
Irene Pancras Uwoya (Dar es-Salam, 18 de desembre de 1988) és una actriu i productora tanzana, que va iniciar la seva carrera en 2007 juntament amb altres actors notables en la indústria cinematogràfica de Tanzània com Vincent Kigosi i Steven Kanumba, entre d'altres.

## Biografia
Uwoya va aconseguir notorietat al seu país després de la seva participació en el certamen de bellesa Miss Tanzània 2006, concurs on finalment va ser coronada Wema Sepetu. Uwoya va ocupar la cinquena posició. Un any després es va vincular a la indústria cinematogràfica de Tanzània, registrant aparicions en pel·lícules bongo com Tanzanite, Yolanda i Oprah a la fi de la dècada. A partir de llavors ha registrat més de trenta aparicions al cinema del seu país.

## Filmografia

### Cinema
| Any  | Títol               | Paper |
| ---- | ------------------- | ----- |
| 2008 | Tanzanite           |       |
| 2008 | Yolanda             |       |
| 2008 | Oprah               | Oprah |
| 2009 | Shakira             |       |
| 2009 | Damu Moja           |       |
| 2009 | Damu Moja           |       |
| 2009 | Peace of Mind       |       |
| 2009 | My Dreams           |       |
| 2009 | Pretty Girl         |       |
| 2010 | Fair Decision       |       |
| 2010 | Off Side            |       |
| 2010 | Diversion of Love   |       |
| 2011 | Eagle Eyes          |       |
| 2011 | Kiapo               |       |
| 2011 | Sènior Bachelor     |       |
| 2011 | Dj Ben              |       |
| 2011 | Xucla Nyeusi        |       |
| 2012 | Mtihani             |       |
| 2012 | Sobbing Sound       |       |
| 2012 | Baamed              |       |
| 2012 | Ngumi ja Maria      |       |
| 2013 | Doa la Ndoa         |       |
| 2013 | Last Card           |       |
| 2013 | Nyota Yangu         |       |
| 2013 | Nyota Yangu         |       |
| 2013 | Zawadi Yangu        |       |
| 2013 | Safari              |       |
| 2013 | Safari              |       |
| 2013 | Question Mark       |       |
| 2013 | Omega Confusion     |       |
| 2013 | Nyati               |       |
| 2013 | Money Talk          |       |
| 2014 | The Return of Omega |       |
| 2014 | Snitch              |       |
| 2014 | Rosemary            |       |
| 2014 | Figo                |       |
| 2014 | Aliyemchokoza Kaja  |       |